# (35922) 1999 JO102
1999 JO102 (asteroide 35922) é um asteroide da cintura principal. Possui uma excentricidade de 0.10014270 e uma inclinação de 3.64385º.
Este asteroide foi descoberto no dia 13 de maio de 1999 por LINEAR em Socorro.